# جان ماینر
جان ماینر (انگلیسی: Jan Miner; ۱۵ اکتبر ۱۹۱۷   – ۱۵ فوریهٔ ۲۰۰۴) هنرمندرادیوو تلویزیون اهل ایالات متحده آمریکا بود. وی بین سال‌های ۱۹۴۴ تا ۲۰۰۴ میلادی فعالیت می‌کرد.
از فیلم‌ها یا برنامه‌های تلویزیونی که وی در آن نقش داشته‌است می‌توان به قانون و نظم، عشق بیپایان، شناگر، و لنی اشاره کرد.